# (4495) Dassanowsky
(4495) Dassanowsky es un asteroide perteneciente al cinturón exterior de asteroides descubierto el 6 de noviembre de 1988 por Hiroshi Mori y Masaru Arai desde Yorii, Japón.

## Designación y nombre
Dassanowsky se designó inicialmente como 1988 VS.
Más tarde, en 2014, fue nombrado en honor de la cantante y pianista austriaca Elfi von Dassanowsky (1924-2007).

## Características orbitales
Dassanowsky está situado a una distancia media del Sol de 3,956 ua, pudiendo acercarse hasta 3,381 ua y alejarse hasta 4,53 ua. Tiene una inclinación orbital de 5,284 grados y una excentricidad de 0,1452. Emplea 2874 días en completar una órbita alrededor del Sol.
Dassanowsky forma parte del grupo asteroidal de Hilda.

## Características físicas
La magnitud absoluta de Dassanowsky es 11,5.